# Škoda 14T

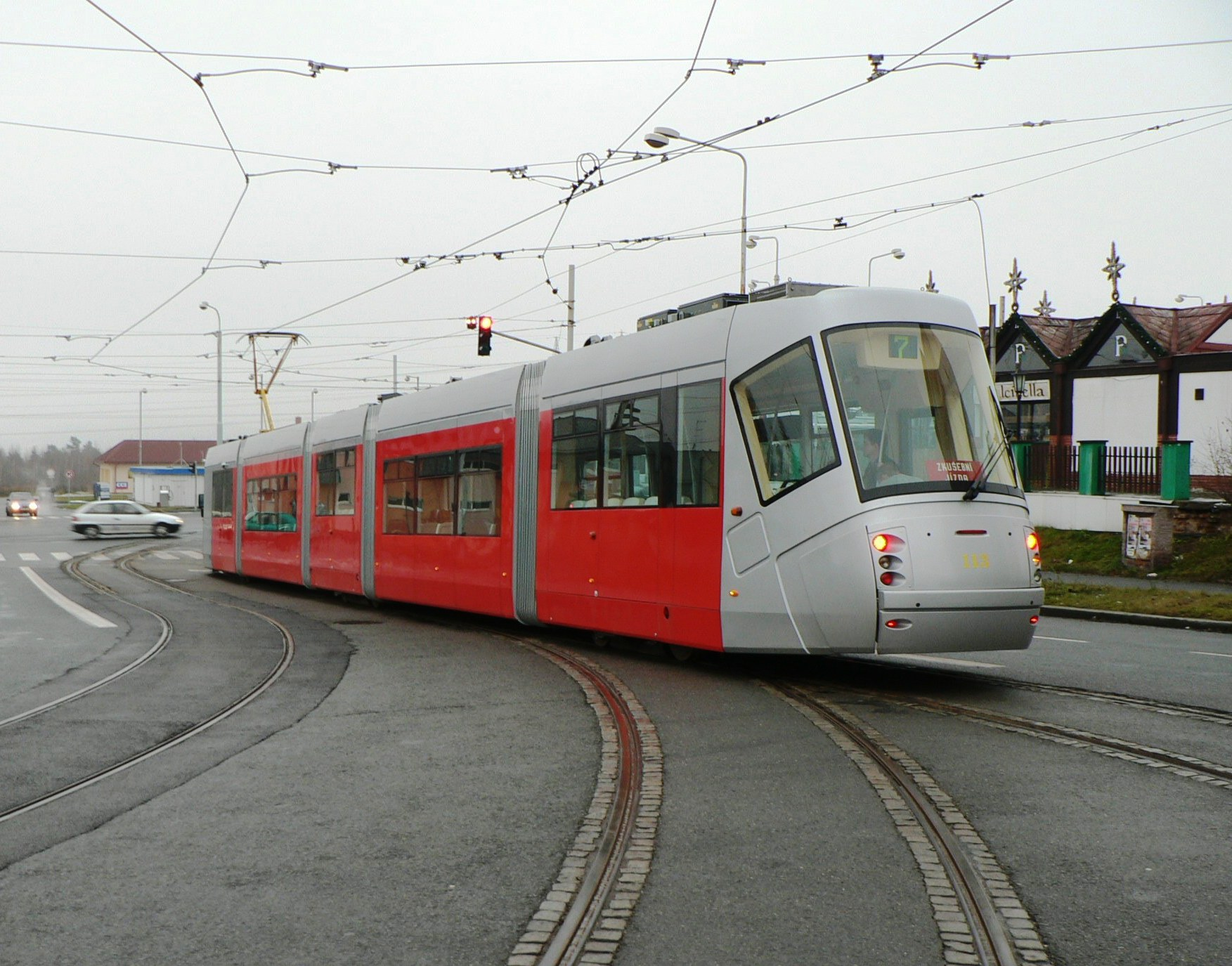
Pierwszy seryjny tramwaj 14T dla Pragi na testach w Pilźnie (tył wozu)

Škoda 14T – tramwaj przeznaczony dla stolicy Czech – Pragi. Jego produkcja prowadzona była w latach 2005-2009 w zakładach Škoda w Pilźnie.

## Konstrukcja
Tramwaj ten wywodzi się od prototypowego modelu Škoda 05T – jest to pięcioczłonowy tramwaj niskopodłogowy z 50% niskiej podłogi umieszczonej w drugim i czwartym członie. Pudło oparte jest na trzech wózkach – każdy z nich wyposażony jest w dwa trójfazowe, asynchroniczne silniki zasilane przez chłodzone powietrzem falowniki IGBT. Tramwaj posiada elektrohydrauliczny hamulec tarczowy, elektromagnetyczny hamulec szynowy oraz trakcyjny (z odzyskiem energii lub wytracaniem jej w rezystorach). Wygląd pudła wagonu zaprojektowany został przez studio Porsche Design. Wnętrze wyposażone zostało w system kamer (CCTV).
Z konstrukcji 14T wywodzi się tramwaj dla Wrocławia – Škoda 16T, o takim samym wyglądzie, lecz ze środkowym wózkiem tocznym zamiast napędowego.

## Eksploatacja
Tramwaje Škoda 14T są eksploatowane w Pradze od roku 2006. Oficjalna prezentacja pierwszego dostarczonego wozu odbyła się 13 grudnia 2005, a ostatni wagon z zamówionych 60 został dostarczony w marcu roku 2009.
Z uwagi na wygląd, tramwaje te uzyskały przezwisko hroch (hipopotam), a następnie pojízdné železářství (jeżdżące sklepy z żelastwem), na skutek hałaśliwości spowodowanej nierównomiernym zużywaniem obręczy kół.
| Kraj   | Miasto | Rozstaw torów | Liczba dostarczonych | Lata dostaw | Numeracja przewoźnika |
| ------ | ------ | ------------- | -------------------- | ----------- | --------------------- |
| Czechy | Praga  | 1435 mm       | 60                   | 2006–2009   | 9111-9170             |